# Empire (Louisiane)
Pour les articles homonymes, voir Empire (homonymie).
Empire est une census-designated place située dans la paroisse de Plaquemine, dans l’État de la Louisiane, aux États-Unis. Sa population s’élevait à 993 habitants lors du recensement de 2010.

## Galerie photographique

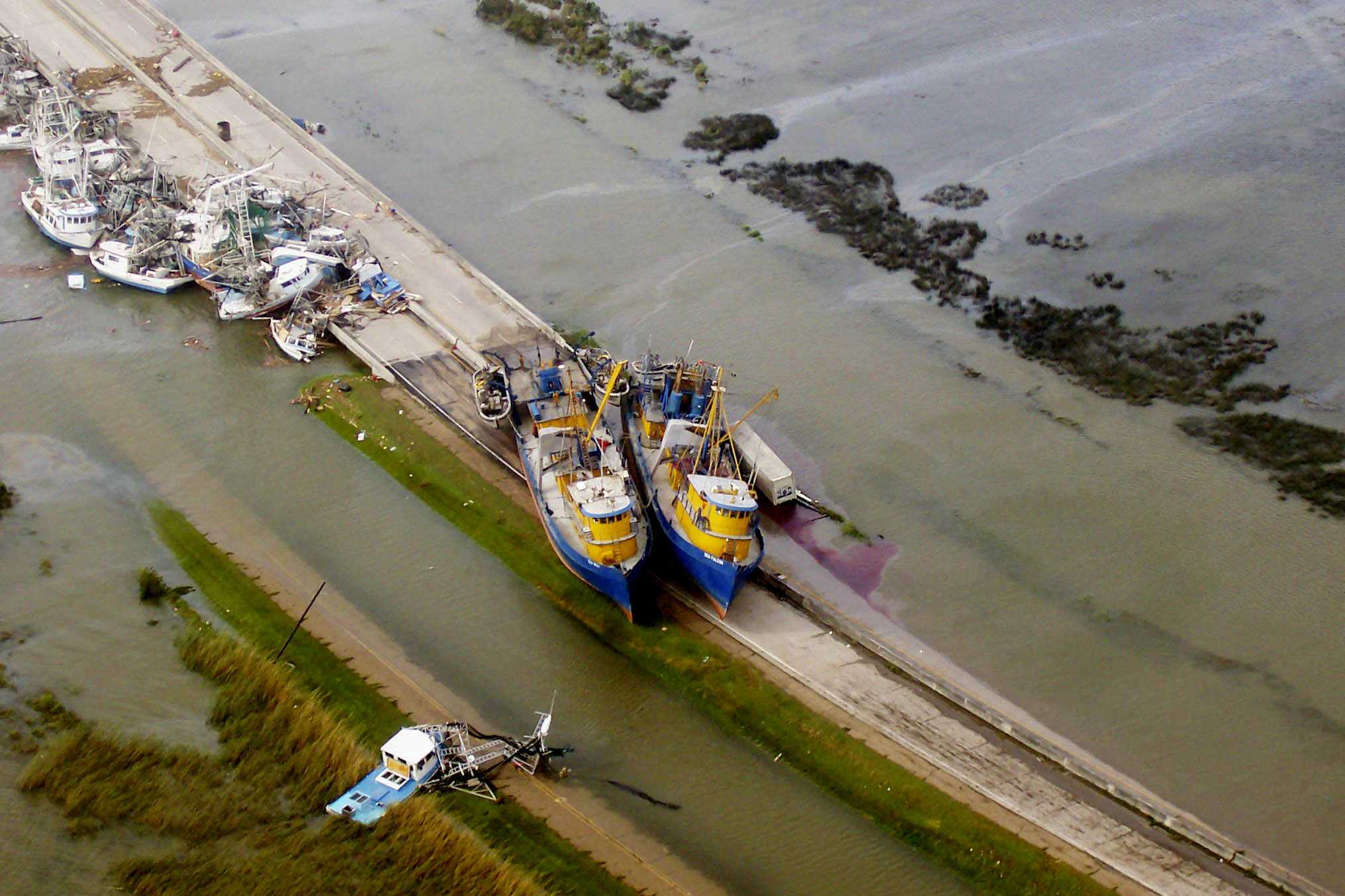
Empire après l’ouragan Katrina.
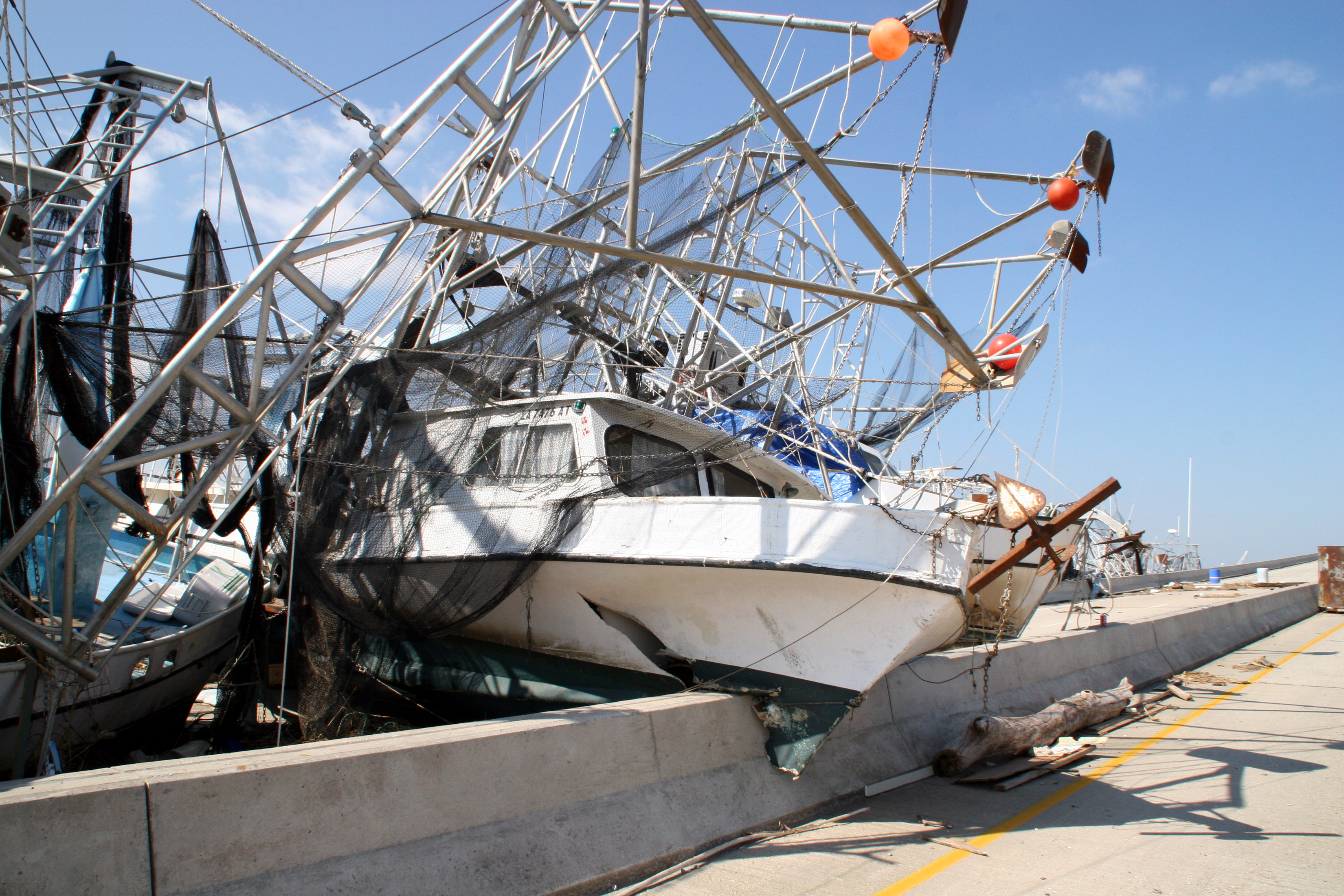

## Source
- (en) Cet article est partiellement ou en totalité issu de l’article de Wikipédia en anglais intitulé « Empire, Louisiana » (voir la liste des auteurs).

1. ↑  « American FactFinder » [archive du 11 septembre 2013], Bureau du recensement des États-Unis (consulté le 14 mai 2011)